# Sergio Messen
Sergio Iván Messen Angarita (* 8. März 1949 in Santiago; † 1. Januar 2010 ebenda) war ein chilenischer Fußballspieler. Der Stürmer gewann zwei chilenische Meisterschaften und kam mit dem CSD Colo-Colo ins Finale der Copa Libertadores 1973.

## Karriere

### Verein
Sergio Messen spielte in der Jugend von Universidad Católica und debütierte 1967 in der Profimannschaft. 1971 wechselte der Stürmer zum CSD Colo-Colo. Mit den Albos wurde Messen Meister 1972. Zudem erreichte er das Finale der Copa Libertadores 1973 und musste sich Rekordsieger CA Independiente nach zwei Unentschieden in Hin- und Rückspiel im Entscheidungsspiel mit 1:2 nach Verlängerung geschlagen geben. Zur zweiten Saisonhälfte 1974 ging er zum CD Palestino, wo er 1981 seine Karriere beendete. Mit Palestino gewann er zweimal die Copa Chile und wurde 1978 erneut chilenischer Meister.

### Nationalmannschaft
Sergio Messen debütierte für Chile im März 1970 beim Freundschaftsspiel gegen Brasilien. Bis April 1973 kam er in zehn Freundschaftsspielen zum Einsatz und erzielte zwei Tore. Das letzte Länderspiel und einzige Pflichtspiel absolvierte Messen bei der 0:2-Niederlage gegen Peru in der Qualifikation zur Weltmeisterschaft 1974.

## Erfolge
Colo-Colo
- Chilenischer Meister: 1972
- Finalist der Copa Libertadores: 1973

Palestino
- Chilenischer Meister: 1978
- Chilenischer Pokalsieger: 1975, 1977

## Sonstiges
Sergio Messen starb am 1. Januar 2010 in seiner Wohnung im Stadtteil Providencia der Hauptstadt. Nach Spekulationen über einen Suizid ergab die Autopsie, dass der Tod auf diabetisches Koma zurückzuführen ist.